# 10月17日同盟
10月17日同盟（10がつ17にちどうめい、ロシア語: Союз 17 Октября）は、かつて存在したロシアの自由主義政党。「10月17日同盟」という党名は、1905年10月17日に発布された十月詔書に由来する。通称は「十月」（オクチャーブリ）にちなむオクチャブリストであり、十月党とも呼ばれる。
同じ自由主義政党の立憲民主党（カデット）よりも穏健な自由主義の立場をとっていた。1907年の第3国会では最多の議席数を獲得したほか、1917年の二月革命後の臨時政府においても閣僚を出した。

## 沿革

### 結党

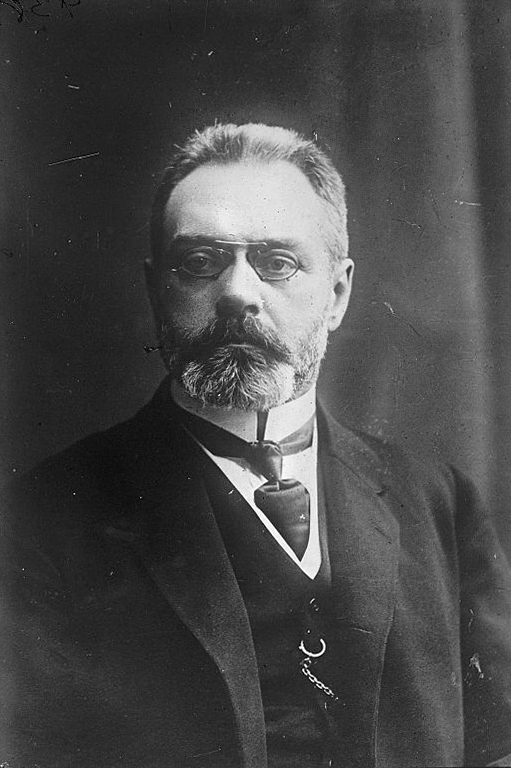
アレクサンドル・グチコフ

1905年革命の中で十月詔書が出されると、ロシアの自由主義者たちは国会開設を目標として政党を結成した。オクチャブリストはそうした自由主義政党の一つであり、同年11月に、アレクサンドル・グチコフを中心とした穏健自由主義者たちによって結成されたものである。メンバーには、ミハイル・ロジャンコやニコライ・ホニャコフなどがいた。
翌年の1906年2月中旬には、第1回創立大会が行われ、党綱領も策定された。同年に行われた選挙の結果、第1国会において13議席を得た。1907年5月7日から10日にかけて行われた第二回党大会で、党の綱領はより保守的なものに変更された。
オクチャブリストは親政府的であった。そのため、1907年6月3日に首相ストルイピンによって国会が解散させられると、政府に有利な選挙法の下で行われた選挙の結果、第3国会では125議席を占めて第1党の地位を得た。

### 分裂
しかし、やがてオクチャブリストはストルイピン内閣と対立するようになり、1912年12月の第4回国会選挙では第1党ではあったものの96議席と勢力を後退させた。しかも、政府に対する態度の違いによってオクチャブリストは内部分裂を起こしていた。1913年12月には、左派オクチャブリスト、ゼムストヴォ・オクチャブリスト、右派オクチャブリストの3派閥に別れた。
そのため、第4国会で形成された改革派の超党派連合「進歩ブロック」においては、オクチャブリストではなくより安定した組織を有する立憲民主党が主導権を握った。

### 2月革命とその後

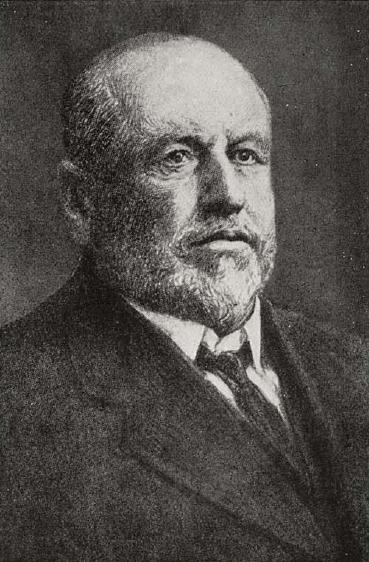
ミハイル・ロジャンコ

1917年の2月革命時には、地主貴族出身のロジャンコが国会議長であり、彼はオクチャブリストに所属していた。皇帝ニコライ2世は彼を首相に任命するつもりだったが、ソビエトと立憲民主党のミリュコーフによってこれは阻まれた。
3月2日に臨時政府が成立すると、オクチャブリストからは、陸軍大臣としてグチコフ、会計監査院長としてゴドネフが入閣した。しかし、やがて政府内の保守派として孤立したグチコフは閣内から去った。
オクチャブリストは同年8月に「社会活動家会議」を主導して開催するといった活動も行っていたが、十月革命の結果、ボリシェビキ単独政権が成立した。その後、オクチャブリストは白軍に加わって重要な役割を担い、反ソビエト側としてロシア内戦を戦った。

## 政策
オクチャブリストは、ロシア自由主義右派に属し、大地主や商工業者を支持基盤としていた。彼らの当初の目的は、十月詔書で約束された自由権や選挙権の拡大、国会の権限強化を推進することであった。「強力な君主権力」を擁護する立場をとるとともに、十月詔書の範囲内での立憲君主制の実現を目指した。第一次世界大戦の開戦時にも政府の支持を表明している。
民族自治については、フィンランドにのみ自治を認めることを主張した。また、小作民に対しては市民権の付与や資金援助といった救済策を構想したものの、立憲民主党と異なり土地の再配分には否定的であった。

## 党勢

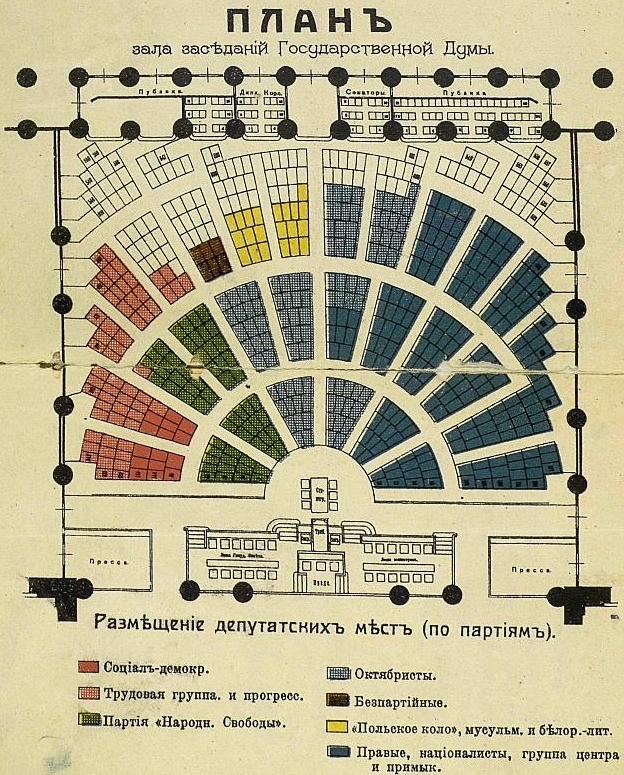
第4国会における議席図。議席中央をオクチャブリストが占める。

| 選挙    | 議席数 | 出典   |
| ------- | ------ | ------ |
| 第1国会 | 16     | [ 14 ] |
| 第2国会 | 54     | [ 14 ] |
| 第3国会 | 154    | [ 14 ] |
| 第4国会 | 98     | [ 14 ] |